# Hellebrin
Hellebrin of helleborin is een cardiotoxine, behorend tot de klasse van de bufadienolides, dat in verschillende planten van de helleborus-familie wordt aangetroffen. Het is een sterke ATPase-inhibitor.
Het komt onder meer voor in de kerstroos. In zuivere vorm geëxtraheerd is het een wit, kristallijn poeder met een scherpe, bittere smaak. Planten maken deze giftige stoffen aan om zich te verweren tegen ongedierte.